# Крезантињ
Крезантињ (фр. Crésantignes) насеље је и општина у североисточној Француској у региону Шампањ-Арден, у департману Об која припада префектури Троа.
По подацима из 2011. године у општини је живело 297 становника, а густина насељености је износила 141,43 становника/km². Општина се простире на површини од 2,1 km². Налази се на средњој надморској висини од 184 метара.

## Демографија
| 1962. | 1968. | 1975. | 1982. | 1990. | 1999. | 2011. |
| ----- | ----- | ----- | ----- | ----- | ----- | ----- |
| 168   | 208   | 202   | 256   | 277   | 269   | 297   |

График промене броја становника у току последњих година